# FV438 Swingfire
El FV438 Swingfire fue un vehículo antitanque blindado del Ejército Británico.
Se derivó de la serie de vehículos FV430 al convertir el FV432 para acomodar un lanzador misiles guiados antitanque Swingfire.
Tenía dos contenedores de disparo y podía llevar catorce misiles, que podían recargarse dentro del vehículo. En vez de utilizar el sistema de guía montado, se podía desplegar una unidad de control y los misiles apuntar y despegar de hasta 100 metros, permitiendo que el vehículo quede completamente escondido del enemigo; el misil Swingfire era capaz de dar un giro de 90 grados inmediatamente después de disparar.
Cuando los FV438 entraron en servicio en la década de los 70,  fueron operados por unidades antitanque especializadas de  Infantería Británica y el Royal Armored Corps. En 1977, la función antitanque fue transferida a la Royal Artillery, el cual formó los FV438 a cuatro baterías de Royal Horse Artillery independientes, uno para cada División Blindada en el Ejército británico del Rin. En 1984, la Royal Artillery renunció a la función antitanque y los FV438 se formaron en tropas de arma guiada (cada uno de 9 vehículos), uno para cada Regimiento Blindado.